# Robert E. Kohler
Robert E. Kohler (1937) es un químico e historiador de la ciencia estadounidense, profesor del Departamento de Historia y Sociología de la Universidad de Pensilvania.
Es autor de obras como From Medical Chemistry to Biochemistry. The Making of a Biomedical Discipline (Cambridge University Press, 1982), Partners in Science: Foundations and Natural Scientists, 1900–1945 (University of Chicago Press, 1991), Lords of the Fly: Drosophila Genetics and the Experimental Life (University of Chicago Press, 1994), Landscapes and Labscapes: Exploring the Lab-Field Border in Biology (University of Chicago Press, 2002) y All Creatures. Naturalists, Collectors, and Biodiversity, 1850–1950 (Princeton University Press, 2006), entre otras.